# Bolitoglossa pandi
Bolitoglossa pandi — вид хвостатих земноводних родини безлегеневих саламандр (Plethodontidae).

## Поширення
Ендемік Колумбії. Поширений в департаменті Кундінамарка. Відомий з трьох місць на західних схилах Кордильєра-Орієнталь у муніципалітетах Панді і Супата. Природними середовищами існування виду є вологі гірські ліси на висотах 1300—2200 м над рівнем моря.

## Опис
Дрібні саламандри, завдовжки до 5,3 см.